# Józef Konopka (komunista)
Józef Konopka pseud. Gałka, Gwiazda, Wacek (ur. 4 września 1900 w Warszawie, zm. 27 marca 1967 tamże) – działacz komunistyczny, żołnierz AL, powstaniec warszawski.
Praktykant i pracownik zakładów mechanicznych, w latach 1920–1922 odbywał służbę wojskową, od 1926 kierowca taksówek, od 1927 aktywista KPP, od 1928 działacz Związku Zawodowego Automobilistów RP. Brał udział w strajkach i manifestacjach. W końcu kwietnia 1936 na kilka tygodni aresztowany, od września 1939 do maja 1940 przebywał w Kołomyi, po powrocie do Warszawy uczestniczył w spotkaniach byłych KPP-owców, na jednym ze spotkań otrzymał zadanie utworzenia grup komunistycznych na Starym Mieście. Od grudnia 1940 członek Komitetu Warszawskiego organizacji Rewolucyjne Rady Robotniczo-Chłopskie "Młot i Sierp", w 1942 wstąpił do PPR, od 1943 członek dowództwa GL Śródmieścia. Przechowywał w swoim mieszkaniu broń i gazety PPR i udostępniał swoje mieszkanie dla zebrań partyjnych. Podczas powstania warszawskiego walczył w oddziale AL na Starym Mieście, po upadku powstania wywieziony do obozu w Niemczech, skąd został uwolniony w 1945. Leczył się w szpitalu w Malmö, skąd wrócił do Warszawy w marcu 1946. Został inspektorem technicznym Centralnego Zarządu Motoryzacyjnego. Brał udział w referendum 1946 i wyborach 1947, od stycznia 1947 referent zaopatrzenia Państwowej Inspekcji Samochodowej. 11 października 1948 aresztowany, następnie skazany na rok więzienia pod zarzutem pobierania prowizji przy zakupach części, po zwolnieniu pracował w warszawskim przedsiębiorstwie transportowym i Zjednoczeniu Robót Zmechanizowanych "Beton-Stal", w sierpniu 1958 otrzymał rentę dla zasłużonych. Odznaczony m.in. Krzyżem Komandorskim Orderu Odrodzenia Polski.
Pochowany na wojskowych Powązkach.